# 超級機器人大戰α外傳
《超級機器人大戰α外傳》（日语：スーパーロボット大戦α外伝）是萬普發售的回合制战略角色扮演游戏。

## 概要
以SD比例表現的機器人跨界作品「超級機器人大戰系列」作品之一。前作《超級機器人大戰α》（下稱「α」）的續篇，以及「α系列」的第2作。
本來α系列是計劃以三步曲完結，並不包括本作。但是，因為前作《α》獲得了超級機器人大戰系列的最高銷售記錄，柏布雷斯特的高層便提出「不如製作一款「《α》的Fan disc吧」。結果製作組決定，與其製作一隻普通的Fan disc，不如做一部完整的作品出來會更好，因此開始了本作的製作。本作在一定程度上繼承了前作《α》的系統，亦沒有作出重大的改良，因此製作組認為並不應該稱此作為「第2次」，結果雖然本作是α系列的第2作，但並不是第2次而是「外傳」而已。
話數會根據路線出現變化，難易度為難的情況下最長共45話（普通和容易則為43話）。故事尾段會根據獲得的熟練度而變化，而在《第3次α》的官方網頁中則表明難路線（ハードルート）的結局方為正史。

## 參戰作品

### 一覽
★號為系列初參戰作品。
- 超獸機神斷空我（超獣機神ダンクーガ）
- ★銀河旋風（銀河旋風ブライガー）
- 機動戰士高達0083：星塵的回憶（機動戦士ガンダム0083 STARDUST MEMORY）
- 機動戰士Ζ GUNDAM（機動戦士Ζガンダム）
- 機動戰士高達ZZ（機動戦士ガンダムΖΖ）
- 機動戰士高達 馬沙之反擊（機動戦士ガンダム 逆襲のシャア）
- 機動戰士V GUNDAM（機動戦士Vガンダム）
- 新機動戰記GUNDAM W 無盡的華爾茲（新機動戦記ガンダムW Endless Waltz）
- ★機動新世紀GUNDAM X（機動新世紀ガンダムX）
- ★∀GUNDAM（∀ガンダム）
- 無敵鋼人泰坦3（無敵鋼人ダイターン3）
- ★戰鬥裝甲Xabungle（戦闘メカ ザブングル）
- 鐵甲萬能俠（マジンガーZ）
- 鐵甲萬能俠2號（グレートマジンガー）
- 劇場版鐵甲萬能俠系列（劇場版マジンガーシリーズ）
- 三一萬能俠（ゲッターロボ）
- 三一萬能俠G（ゲッターロボG）
- 真三一萬能俠（原作漫畫版）（真・ゲッターロボ（原作漫画版））
- 超電磁機器人 孔巴德拉V（超電磁ロボ コン・バトラーV）
- V型電磁俠（超電磁マシーン ボルテスV）
- 勇者萊汀（勇者ライディーン）
- 超時空要塞（超時空要塞マクロス）
- 超時空要塞 愛、還記得嗎？（超時空要塞マクロス 愛・おぼえていますか）
- Macross Plus（マクロスプラス）
- 萬普原創（バンプレストオリジナル）
- 超機大戰SRX（超機大戦SRX）
- 魔裝機神 THE LORD OF ELEMENTAL（魔装機神 THE LORD OF ELEMENTAL）

### 解説
初參戰作品為《銀河旋風》・《機動新世紀GUNDAM X》・《∀ GUNDAM》・《戰鬥裝甲Xabungle》4部作品。
前作《α》中的大部份作品都有繼續登場，登場人物・機體主要為主角級，有不少作品其實都與故事無關。《機動新世紀GUNDAM X》・《∀ GUNDAM》・《戰鬥裝甲Xabungle》3部作品改為以荒廢了未來地球作為故事舞台，玩家的部隊亦於未來世界中登場。《銀河旋風》雖然在飛往未來世界前就登場，原作故事仍然在未來世界再現。
由於聲演《銀河旋風》主角之一的木戶丈太郎（ブラスター・キッド）的鹽澤兼人過身，因此由山崎巧代為配音。又由於聲演另一主角剃刀·艾渣古（かみそり・アイザック）的曾我部和恭退休了，因此由置鮎龍太郎代為配音。另外《超獸機神斷空我》的司馬亮和《V型電磁俠》的峰一平則用回在以前的作品中收錄了的音聲，以後的作品中也有同樣的情況。
超時空要塞的角色繼續沿用劇場版《超時空要塞 愛・還記得嗎？》的設定。馬克西米利安·吉納斯（マクシミリアン・ジーナス）和米莉亞·法莉娜·吉納斯（ミリア・ファリーナ・ジーナス）2人在《α》中會根據故事在容貌上出現很大變化，但今作中則根據《超時空要塞》的設定。
《魔裝機神 THE LORD OF ELEMENTAL》在本作的故事跟原作有不少變化，例如正樹搭乘、魔裝機神的追加武装以及澪的使魔登場等等。此外《超機大戰SRX》方面，在《α》後R系列被封印，有部份機體未有登場故無法合體成SRX。

### 封面登場機体
通常版、限定版前面
- 鐵甲萬能俠2號（鐵甲萬能俠2號）
- VF-1S（一条輝機）（超時空要塞）
- （超電磁機器人 孔巴德拉V）
- 無賴我（銀河旋風）
- 雷登（勇者雷登）
- 斷空我（超獸機神斷空我）
- Xabungle（戰鬥裝甲Xabungle）
- ∀高達（∀高達）

限定版背面
- （戰鬥裝甲Xabungle）
- 高達X（機動新世紀GUNDAM X）
- 雷登（勇者雷登）
- V型電磁俠（V型電磁俠）
- 斷空我（超獸機神斷空我）
- YF-19（Macross Plus）
- 真（真三一萬能俠）
- 無賴我（銀河旋風）

## STAFF
製作人
じっぱひとからげ、寺田貴信
構成・劇本
寺田貴信
原創機體設計
永井豪、石川賢、大河原邦男、宮武一貴、カトキハジメ、福地仁、丸山功一、守谷淳一、レイアップ
原創角色設計
河野さち子
客串機體設計
環望、富士原昌幸、津島直人
原畫・監修
杉浦俊朗
音響／SE／音聲編集
鶴山尚史、花岡拓也

## 主題歌
系列中首次有主題．片尾曲。及後每一部家用機作品中都會有主題曲（《超級機器人大戰GC》除外）。
主題曲
作詞：影山浩宣 / 作曲：千沢仁 / 編曲：須藤賢一 / 歌：JAM Project
《超級機器人大戰OG ORIGINAL GENERATIONS》中則以為題收錄在內。
片尾曲「POWER」
作詞：工藤哲雄 / 作曲：千沢仁 / 編曲：須藤賢一 / 歌：JAM Project

## 推廣活動

### 電視廣告
旁白是初參戰的《∀高達》中聲演主人公羅蘭·謝亞克（ロラン・セアック）的朴璐美。

### 購入特典
予約特典是明信片及《魔裝機神サイバスター》限定色塑膠模型（ソフマップ限定）。

## 關連商品

### 攻略本
- スーパーロボット大戦α外伝 コンプリートガイド ISBN 9784757704664
- スーパーロボット大戦α外伝 パーフェクトガイド ISBN 9784757724839
- 完全版 スーパーロボット大戦α外伝 最終攻略ガイド ISBN 9784887490659
- スーパーロボット大戦α外伝攻略本 魂!! ISBN 9784925075978
- スーパーロボット大戦α外伝 攻略聖典 ISBN 9784840102940
- スーパーロボット大戦α外伝 完全攻略ガイド ISBN 9784840218252
- プレイステーション必勝法スペシャル スーパーロボット大戦α外伝 ISBN 9784766938203
- スーパーロボット大戦α外伝 超攻略指南大全 極 ISBN 9784575162622
- スーパーロボット大戦α外伝 必勝戦術講義 ISBN 9784063393811
- スーパーロボット大戦α外伝 究極設計伝導書 ISBN 9784087791099

### 漫畫
鋼の救世主
双葉社、作：富士原昌幸、スーパーロボットマガジン連載。アクションコミックス全1巻。ISBN 9784575937879
負責設計本作的原創機體「スレードゲルミル」的富士原昌幸把遊戲本篇內容漫畫化。漫畫中登場的スレードゲルミル的設定は在後來的《超級機器人大戰OG ORIGINAL GENERATIONS》中也有採用。
スーパーロボット大戦トリビュート 2 α外伝編 ISBN 9784063344349
スーパーロボット大戦トリビュート 3 α外伝編II ISBN 9784063345032
講談社、マガジンZコミックスデラックス。
萬普監修的漫畫選集。描寫了沒有去未來世界的角色和恐龍帝國以及アンセスター的對決，以及遊戲本篇中未有提及的故事。
スーパーロボット大戦α外伝 4コマギャグバトル
2001年7月10日初版、光文社、火の玉ゲームコミックシリーズ。ISBN 9784334805340
數名作家的二次創作4格漫畫。
スーパーロボット大戦α外伝 4コマギャグバトル 超熱血編
2001年11月10日初版、光文社、火の玉ゲームコミックシリーズ。ISBN 9784334805425
數名作家的二次創作4格漫畫。
スーパーロボット大戦α外伝 コミックアンソロジー
2001年8月10日初版、光文社、火の玉ゲームコミックシリーズ。ISBN 9784334805371
數名作家的二次創作短篇漫畫。
スーパーロボット大戦α外伝 4コマKINGS
2001年9月15日初版、一迅社、DNAメディアコミックス。ISBN 9784758000062
數名作家的二次創作4格漫畫。
スーパーロボット大戦α外伝 コミックアンソロジー
2001年10月15日初版、一迅社、DNAメディアコミックス。ISBN 9784758000109
數名作家的二次創作短篇漫畫。

### CD
スーパーロボット大戦α外伝 オリジナルサウンドトラック
2001年5月23日発売 ランティス
收錄了本篇BGM的原聲CD。
スーパーロボット大戦α コンプリートサウンドトラック
2001年8月1日發售 ランティス
收錄了本作的BGM，以及《α》的PS版・DC版兩作的BGM的原聲CD。
另外上述兩張原聲CD中都沒有收錄與《∀高達》相關的BGM。

## 外部連結
- 萬普官方網頁 超級機器人大戰α外傳 介紹網頁
- PS官方網頁 超級機器人大戰α外傳（通常版）介紹網頁 （页面存档备份，存于）
- PS官方網頁 超級機器人大戰α外傳（限定版）介紹網頁 （页面存档备份，存于）
- PS官方網頁 超級機器人大戰α外傳（超級機器人大戰α PREMIUM EDITION同梱版） 介紹網頁 （页面存档备份，存于）
- PS官方網頁 超級機器人大戰α PREMIUM EDITION 介紹網頁 （页面存档备份，存于）